# Julius Nolden
Julius Nolden (7 de enero de 1895, Duisburgo, Imperio alemán - Ibídem, Alemania 1973) fue un trabajador metalúrgico y activista anarcosindicalista alemán del Sindicato Libre de Trabajadores Alemanes (FAUD). 
Figura destacada en la resistencia antinazi en Renania, fue condenado en 1937 por "alta traición" y liberado por los ejércitos aliados el 19 de abril de 1945.

## Biografía
En 1933, cuando los nacionalsocialistas tomaron el poder, era tesorero de la Bolsa de Trabajo de Renania. 
Activo en la Sociedad por el derecho a la cremación, utiliza esta cobertura para continuar sus actividades sindicales ilegales. Desde el verano de 1933, coordinó muchas bases locales de la FAUD en contacto con la dirección de Erfurt. Es arrestado por primera vez. 
Después de su liberación, organizó con Karolus Herbert, una red de evacuación de militantes a Holanda con la ayuda de Albert de Jong. Hasta 1935, esta red también sirvió para introducir en Alemania literatura antinazi.
Después del estallido de la revolución social española de 1936, multiplica las reuniones en Duisburgo, Colonia y Düsseldorf, para recaudar fondos y organizar la partida de voluntarios en España. 
En enero de 1937, dirigió el Sindicato Libre de Trabajadores Alemanes (Freie Arbeiter-Union Deutschlands, FAUD) de Renania cuando la Gestapo desmanteló la organización sindical clandestina. 
Con él, otros 200 anarcosindicalistas son arrestados por la misma razón. "Los hombres arrestados son todos partidarios convencidos del movimiento anarcosindicalista", escribió el oficial de policía a cargo de coordinar la acción en su informe, y agrega este comentario, que está lleno de amenazas. "Están tan convencidos de la exactitud de sus ideas que difícilmente pueden ser reeducados para convertirse en miembros útiles de la comunidad del pueblo alemán".
la 5 de noviembre de 1937 el Tribunal Popular de Berlín lo sentencia a diez años de prisión por "preparar una empresa de alta traición con circunstancias agravantes".
Estuvo cumpliendo su condena en la penitenciaría de Lüttringhausen hasta su liberación por los Aliados el 19 de abril de 1945.